# Powiat Akwizgran
Kreis Aachen – dawny powiat w rejencji Kolonia w niemieckim kraju związkowym Nadrenia Północna-Westfalia. Istniał do 20 października 2009, wówczas połączono go z Akwizgranem w region miejski Akwizgran.
Sąsiadował z powiatami Heinsberg, Düren i Euskirchen. Nazwa powiatu pochodziła od Akwizgranu, miasto to jednak nie wchodziło w jego skład, ponieważ było miastem na prawach powiatu. Znajdowała się tam jednak stolica powiatu.

## Historia
Powiat w ostatecznym kształcie został utworzony w 1972 r., w wyniku reorganizacji Nadrenii Północnej-Westfalii poprzez połączenie dawnych powiatów Akwizgran i Monschau, a także części powiatów Düren, Jülich, Schleiden i Selfkant, podczas gdy część dawnego powiatu Akwizgran została włączona do Akwizgranu jako miasta na prawach powiatu.
Dawny powiat ziemski Akwizgran został utworzony w 1816 r. z dwóch francuskich kantonów – Burtscheid i Eschweiler, ze stolicą w Burtscheid. W 1897 r. Burtscheid zostało włączone do miasta Akwizgran, ale siedziba powiatu pozostała tam nadal, mimo że nie znajdowała się już w granicach powiatu.
21 października 2009 powstał Städteregion Aachen.

## Geografia
W skład powiatu od południa wchodziła część pasma górskiego Eifel.

## Miasta i gminy
| Miasta 1. Alsdorf (46 301) 2. Baesweiler (28 198) 3. Eschweiler (55 720) 4. Herzogenrath (47 211) 5. Monschau (12 953) 6. Stolberg (Rheinland) (58 618) 7. Würselen (37 320) | Gminy 1. Roetgen (8175) 2. Simmerath (15 751) |